# Всесвітні дитячі ігри переможців
Всесвітні дитячі ігри переможців (англ. Winners games) — міжнародні спортивні змагання для дітей і підлітків, які подолали онкологічні захворювання. Проєкт був створений фондом Подаруй життя в 2010 році, з 2018 року регіональні етапи Ігор переможців проходять не тільки в Росії, але і за кордоном.

## Місія
Головне завдання Ігор переможців — допомогти дітям, які перенесли онкологічні захворювання, повернутися до звичайного життя і реабілітуватися після тривалої боротьби з хворобою. В учасників проєкту з'являється впевненість у своїх силах, вони розуміють, що не відрізняються від інших дітей і можуть вести активне життя, як і раніше, адже спорт — ця повна протилежність хвороби. Для багатьох важкохворих дітей мрія взяти участь в Іграх переможців ставала стимулом до одужання. «Коли вони хворіють, то думають, що хвороба стосується тільки їх. А під час таких заходів діти розуміють, що все можна подолати», — говорить актриса і засновник фонду Чулпан Хаматова. Для лікарів і співробітників фонду Подаруй життя Ігри — наочна демонстрація успіху в боротьбі з онкологією. Крім змагань, які проходять в суворій відповідності до вимог спортивних федерацій, в програму включені всілякі майстер-класи, екскурсії, концерти. Крім того, проєкт привертає увагу благодійників, спонсорів та волонтерів до проблем дитячої онкології та реабілітації після неї.

## Правила проведення
Взяти участь в Іграх переможців можуть діти від 7 до 16 років включно, які перенесли онкозахворювання та завершили лікування. Всі учасники змагаються в шести видах спорту: легка атлетика, плавання, настільний теніс, стрільба, шахи, футбол в своїх вікових групах. Стати учасником Ігор переможців можна незалежно від фізичної форми і спортивної підготовки, але не більше двох разів. Оргкомітет Ігор бере на себе всі витрати, пов'язані з проживанням в Москві, харчуванням, трансферами, екіпіровкою спортсменів, розважальними та екскурсійними програмами. Учасники оплачують тільки проїзд до Москви. Кожну дитину може супроводжувати один з батьків, крім того, до складу команди також можуть входити лікар і співробітник благодійного фонду. Допомога в організації та проведенні змагань надають професійні федерації Росії з видів спорту, що входять в програму Ігор. Судді, які працюють на проєкті, мають міжнародну кваліфікацію і мають досвід роботи на світових першостях.

## Регіональні етапи
У різних країнах світу і областях Росії проходять регіональні етапи, для того, щоб в Іграх переможців змогло взяти участь максимальне число дітей, які перенесли онкозахворювання. Команда, яка відправиться на Всесвітні дитячі ігри переможців в Москву, набирається серед учасників такого етапу. У 2018 році регіональні етапи пройдуть в 4 країнах (Угорщина, Болгарія, Білорусь і Казахстан), а також в 10 російських регіонах (Білгородська, Нижегородська, Челябінська, Калінінградська, Оренбурзька, Пермська, Ростовська, Самарська, Тверська і Свердловська області). У спортивних змаганнях візьмуть участь близько 1300 дітей.
Ще близько 30 російських регіонів і 15 країн збирають команди для участі в Іграх переможців без проведення регіональних відбіркових змагань. Крім того, Оргкомітет Ігор приймає заявки від індивідуальних учасників з тих міст і країн, де поки не проводяться регіональні етапи.

## Історія
Перша Міжнародна онкоолімпіада, в якій взяли участь близько 200 дітей з чотирьох країн — Польщі, Росії, Білорусії та України пройшла в столиці Польщі Варшаві в 2007 році. З 2010 року в Росії проходять Всесвітні дитячі ігри переможців на найбільших спортивних майданчиках Москви і Підмосков'я.
2010
I Всесвітні дитячі ігри переможців проходили з 14 по 16 червня в Москві на стадіоні «Локомотив». До столиці приїхали 200 дітей з Росії, України, Білорусії, Польщі, Вірменії, Латвії, Румунії, Угорщини . У перший день Ігор, відразу після церемонії відкриття розпочалися змагання з легкої атлетики, настільного тенісу та стрільби. У другий день пройшли турніри з футболу, шахів та плавання. Змагання проводилися за встановленими російськими організаторами правилами. Головним суддею Перших Всесвітніх дитячих ігор переможців став олімпійський чемпіон, на той момент — Голова Комітету Держдуми РФ з фізичної культури і спорту Антон Сихарулідзе.
Генеральним партнером проекту кілька років поспіль виступає компанія «Столото» (входить до складу холдингу S8 Capital).
2011
II Всесвітні дитячі ігри переможців пройшли у Підмосков'ї з 4 по 7 серпня, в змаганнях взяли участь понад 300 дітей з 8 країн. Серед нових учасників — команди з Туреччини і Чехії . Всі чотири дні спеціальна група дітей — учасників фотопроєкту «Ми живемо на цій землі», серед яких були підопічні фонду «Подаруй життя», безперервно вела фоторепортаж з Ігор переможців на сторінці фонду в Facebook.
2012
З 31 травня по 2 червня відбулися III Всесвітні дитячі ігри переможців, на які приїхали вже понад 350 юних спортсменів з 12 країн світу. Російські регіони привезли в Москву 17 збірних. Вперше приїхали команди з Німеччини, Польщі, Румунії, Сербії та Азербайджану . Змагання проходили в самому центрі Москви, в Парку культури ім. Горького. Головним суддею змагань став багаторазовий рекордсмен світу з підводного плавання, заслужений майстер спорту СРСР Шаварш Карапетян.
2013
На IV Всесвітні дитячі ігри переможців в Москву приїхали більше 400 дітей з 10 країн. Ігри проходили з 14 по 16 червня в спортивному комплексі ЦСКА. Крім постійних країн-учасниць, з цього року до Ігор приєдналася Болгарія . Починаючи з 2013 року спортивні майданчики і басейни Центрального спортивного клубу армії стали основним місцем проведення Ігор. Почесним головою суддівського комітету Ігор Переможців був легендарний спортсмен, видатний радянський і російський плавець, чотириразовий олімпійський чемпіон, шестиразовий чемпіон світу, 21-разовий чемпіон Європи Олександр Попов.
2014
Понад 450 дітей з 28 російських регіонів — від Сибіру до Калінінграда і 11-ти країн світу зібралися в Москві на ювілейні V Всесвітні дитячі ігри переможців. Змагання проходили з 20 по 22 червня. Вперше в Москву приїхали команди з Молдови та Казахстану. Почесним головою суддівського комітету V Ігор переможців став Сергій Шилов — багаторазовий чемпіон Паралімпійських ігор, світу та Європи, майстер спорту міжнародного класу з біатлону та легкої атлетики.
2015
VI Всесвітні дитячі ігри переможців проходили з 26 по 28 червня в спортивному комплексі «Лужники». Вони зібрали майже 500 дітей з 15 країн світу і з 33 російських регіонів. Новачки серед учасників — команди з Індії та Хорватії.
2016
З 29 червня по 2 липня були проведені VII Всесвітні дитячі ігри переможців. У спорткомплексі ЦСКА зібралися 500 учасників з більш ніж 20 регіонів Росії і з 14 країн світу, до яких, на цей раз, приєдналися команди з Португалії та Литви.
2017
VIII Всесвітні дитячі ігри переможців пройшли з 2 по 4 червня. 550 дітей з 16 країн світу і з 31 російського регіону зібралися, щоб розіграти десятки комплектів медалей. У забігу на 60 метрів було зареєстровано рекордну кількість учасників — понад 400 дітей з усіх країн, представлених на змаганнях.
2018
IX Всесвітні дитячі ігри переможців пройшли в Москві з 2 по 6 серпня. Крім команд з російських регіонів приїхали 14 зарубіжних делегацій. В рамках ігор переможців вперше пройшов турнір з настільного тенісу для молоді.

## Українська команда
Українська команда бере участь у Іграх Переможців від самого початку їх заснування — з 2010 року. Впродовж цього часу більше ста маленьких українців стали учасниками спортивних змагань, а більше половини з них здобули медалі різного ґатунку. В різні роки проведення Ігор поїздку української команди забезпечували фонди «Запорука», «Стопрак», «Крила надії».
З 2014 року по теперішній час участь української команди в Іграх Переможців підтримує одеський фонд «Пчёлка» та всеукраїнська ініціативна група «Дар Янгола». Саме в цей період сформувався принцип відбору дітей в команду: кожна дитина представляє одну з областей України, таким чином складаючи справжню українську збірну. Відгуки учасників українських команд — і дітей, і їх батьків — про Ігри завжди сповнені захвату, і після однієї поїздки на Ігри вони мріють повернутися — і часто повертаються — аби позмагатися вдруге, або просто повболівати за українську команду та ще раз зануритися в чудову та надихаючу атмосферу Ігор".

## Цікаві факти
- Нагороди та дипломи дітям — чемпіонам Всесвітніх дитячих ігор переможців в різні роки вручали відомі російські спортсмени. Серед них: чемпіонка Олімпійських ігор з ковзанярського спорту Світлана Журова ; чотириразовий олімпійський чемпіон Володимир Сальников ; дворазова олімпійська чемпіонка Світлана Хоркіна ; чемпіон світу з шахів Володимир Крамник ; прославлені російські тенісисти Олена Дементьєва і Марат Сафін ; олімпійські чемпіони 2014 по ковзанярському спорту Семен Єлістратов, Володимир Григор'єв, Руслан Захаров;видатна волейболістка Катерина Гамова ; дворазова олімпійська чемпіонка з біатлону Ольга Зайцева ; призер Паралімпійських ігор 2014 следж-хокеїст Вадим Селюкін ; триразова чемпіонка Паралімпійських ігор з легкої атлетики Ольга Семенова ; призер Паралімпійських ігор з дзюдо Тетяна Савостьянова ; дворазова паралімпійська чемпіонка з плавання Олеся Владикіна і багато інших.
- Учасників Ігор переможців 2015 привітав з орбіти екіпаж МКС в особі космонавтів Геннадія Падалка та Михайла Корнієнка .
- Команда Угорщини за підсумками Ігор переможців була запрошена на зустріч з президентом Угорщини в Президентський палац.
- Учасники Ігор 2016 отримали офіційне вітання від Міністра охорони здоров'я РФ Вероніки Скворцової.
- Команді Індії була організована офіційна зустріч з чемпіоном Індії по крокету.
- Благодійний проєкт Всесвітні дитячі ігри переможців активно підтримують російські знаменитості. Багато хто з них не тільки нагороджують переможців Ігор, але і беруть участь в традиційному футбольному матчі «Татусі / зірки» між батьками учасників і відомими артистами. За 9 років існування проєкту підтримати дітей, які перемогли хворобу, приходили актори Артур Смольянинов, Анатолій Руденко, Олексій Кравченко, Іван Стебунов, Володимир Яглич, Кирило Сафонов, Денис Матросов, Максим Матвєєв, Андрій Соколов і Дмитро Пєвцов, Інгеборга Дапкунайте і Марія Аронова, Юрій Стоянов та Валдіс Пельш . Благодійні концерти для учасників давали музиканти з «Хору Турецького», Олексій Кортнєв і команда «Нещасний випадок», «Браво» і латвійський гурт Brainstorm, а також багато інших акторів і виконавців.